# 拉蒙·烏瑞亞斯
拉蒙·法蘭西斯科·烏瑞亞斯·費古耶洛亞（西班牙語：Ramón Francisco Urías Figueroa，1994年6月3日—），為美國職棒大聯盟的游擊手及二壘手，目前效力於休士頓太空人，先前曾效力於巴爾的摩金鶯。他在2020年登上大聯盟。

## 職業生涯

### 德州遊騎兵
2010年12月，烏瑞亞斯以國際自由球員身分加盟遊騎兵。他在夏季聯盟打了兩年，合計敲出2轟與49分打點。

### 墨西哥紅魔鬼
2013年，烏瑞亞斯加入墨西哥聯盟的墨西哥紅魔鬼。他在2017年單季敲出19轟與79分打點，打擊率為3成40。

### 聖路易紅雀
2017年球季結束後，烏瑞亞斯和紅雀簽下小聯盟約。2018年，他在小聯盟繳出3成打擊率，並敲出13轟與44分打點後，他被加進40人名單內。
2019年，他在小聯盟繳出2成62的打擊率，並敲出10轟與55分打點。2020年2月6日，他被紅雀隊給指定讓渡。

### 巴爾的摩金鶯
2月11日，金鶯從讓渡名單中撿走烏瑞亞斯。8月18日，烏瑞亞斯登上大聯盟。這年他的打擊率為3成60，並敲出1轟與3分打點。隔年他的打擊率為2成79，並敲出7轟與38分打點。
2022年，他繳出23成48的打擊率，並敲出16轟與51分打點。最後他成為拿下金手套獎，成為金鶯隊史繼布魯克斯·羅賓森和曼尼·馬查多後，第三位獲獎的三壘手。

## 個人生活
烏瑞亞斯的弟弟路易斯·烏瑞亞斯也是一名棒球選手，目前效力於西雅圖水手。

## 外部連結
- 球員資訊和成績在MLB ，ESPN ，Baseball Reference ，Fangraphs ，The Baseball Cube （英文）